# Катыдпом (Сысольский район)
Катыдпом  — деревня в Сысольском районе Республики Коми в составе сельского поселения  Палауз. 

## География
Расположена на расстоянии менее 1 км от центра поселения села Палауз на юго-восток.  

## Население
Постоянное население  составляло 25 человек (коми 88%) в 2002 году, 15 в 2010 .